# Diplectrona triangulata
Diplectrona triangulata là một loài Trichoptera trong họ Hydropsychidae. Chúng phân bố ở miền Australasia.